# Kirche Hl. Sava (Batković)
Die Kirche Hl. Sava (serbisch: Црква Светог Саве, Crkva Svetog Save) im zur Opština Bijeljina gehörenden Dorf Batković ist eine serbisch-orthodoxe Kirche im nordöstlichen Bosnien und Herzegowina.
Die von 1983 bis 1988 erbaute Kirche ist dem serbischen Nationalheiligen, dem ersten serbischen Erzbischof und dem Erleuchter des serbischen Volkes, dem Hl. Sava von Serbien geweiht. Sie ist die Pfarrkirche der Pfarreien Batković I und Batković II im Dekanat Bijeljina der Eparchie Zvornik-Tuzla der Serbisch-Orthodoxen Kirche.

## Lage
Die Kirche Hl. Sava steht im Dorfzentrum von Batković, das um die 3.500 Einwohner zählt. Batković liegt in flacher Ebene der Semberija nördlich der Gemeindehauptstadt Bijeljina, nicht weit der Grenze Bosniens und Herzegowinas zum östlichen Nachbarland Serbien entfernt.
Umgeben wird die Kirche vom eingezäunten Kirchhof, in dem sich das alte Pfarrhaus mit den Dimensionen 9 × 9 m aus dem Jahre 1972, zuletzt 2013 renoviert, das neue Pfarrhaus Svetosavski parohijski dom, mit den Dimensionen 19 × 8 m, das 2000 erbaut wurde, und eine kleine Kapelle, die 2007 erbaut wurde, mit den Dimensionen 4 × 3 m, befinden.
Unweit der Kirche steht die Dorfgrundschule und der Fußballplatz. Auch verfügt Batković über einen serbisch-orthodoxen Friedhof, auf dem sich die Filialkirche der Pfarrei befindet. Die ältesten Grabmäler auf dem Friedhof stammen aus dem 19. Jahrhundert, Daten auf den Grabmälern sind jedoch schwer lesbar. Es existiert auch ein serbisch-orthodoxer Friedhof in Mala Obarska. 
Die Kirche Hl. Markus wurde von 2012 bis 2015 erbaut und ist dem Hl. Apostel und Evangelisten Markus geweiht.

## Geschichte
Die Pfarrgemeinde Batković I existiert schon seit 1840, damals noch ohne eigene Kirche. Vor der heutigen Kirche stand im Dorf eine von 1911 bis 1912 erbaute Kirche Hl. Sava. Diese Kirche wurde am 21. September 1912 vom damaligen Metropoliten der Eparchie Zvornik-Tuzla, Ilarion, eingeweiht.
Im Jahre 1983 musste diese Kirche wegen Baufälligkeit abgerissen werden und kurz darauf, am 10. November des gleichen Jahres, begann der Bau der heutigen Kirche mit gleichen Patrozinium. Die neue Kirche wurde nur einige Meter nördlich vom Platz der alten Kirche erbaut. 
Am 3. Juni 1984 wurden die Kirchenfundamente vom damaligen Bischof der Eparchie, Vasilije, geweiht. 
Im Jahre 1988 wurde die Kirche fertiggestellt. Und am 9. Oktober 1988, wurde die Kirche Hl. Sava von Bischof Vasilije mit der Assistenz des damaligen Bischofs der Eparchie Dalmatien, Nikolaj, und des Bischofs der Eparchie Banja Luka, Jefrem, feierlich eingeweiht.

## Architektur
Die einschiffige Kirche mit den Dimensionen 20 × 10 m wurde im serbisch-byzantinischen Stil erbaut, mit einer Altar-Apsis im Osten und einem kleinen Kirchturm im Westen mit einer mehrstufigen Zwiebelkuppel. Die Kirche ist aus Kleinziegeln errichtet worden, auch das Dach ist mit Ziegeln bedeckt. Außer der Kirchturmspitze die mit Kupferplatten bedeckt wurde. Die Kirche besitzt drei Kirchenglocken.
Die Fassade der Kirche ist schlicht gehalten. Eingänge in die Kirche befinden sich an der West-, Süd- und Nordseite. Die Kirche wurde nach dem Vorbild der alten Kirche Hl. Sava neu erbaut.
Die Kirche wurde von Vojkan Mitrić aus der Region Janj bei Šipovo mit byzantinischen Fresken bemalt. Die Ikonostase mitsamt Ikonen wurde aus der alten Kirche Hl. Sava in die neue Kirche Hl. Sava gebracht. Der Autor der Ikonostase und der Ikonen ist bis heute unbekannt. Von der alten Kirche sind neben der Ikonostase noch zwei Chorstühle erhalten geblieben.

## Priester der Pfarrei Batković I
Als erster Priester wird im Jahre 1840 Vaso Jovanović erwähnt, der die Pfarrei auch gründete. Die ersten Pfarreibücher bestehen seit 1850. Nach ihm folgte bis 1944 Cvijetin Šović, der auch die alte Kirche Hl. Sava erbauen ließ, als Priester der Pfarrei. Nach Priester Šović kam von 1945 bis 1964 Boriša Starović in die Pfarrei. Im Kirchhof befindet sich das Grab von Priester Šović und ein ihm gewidmetes Denkmal, das seine Kinder erbauen ließen.
Von 1964 bis 1965 hatte die Pfarrei keinen eigenen Priester, sondern administrativ übernahm der Priester der Pfarrei Crnjelovo, Žarko Tomić, die Pfarrei. Ivan Neđić war von 1965 bis 2003 Priester. In der Amtszeit von Priester Neđić wurde die heutige Kirche erbaut. Von 2004 an bis 2020 war Milijan Stankić Priester der Kirche. Derzeitiger Priester (Stand Januar 2025) ist Velislav Mišura. 
Zur Pfarrei Batković I gehören die Weiler Mala Obarska, Karavlasi, Gojsovac, Lipovice und ein Teil des Weilers Marići.
Im Jahre 1992 wurde das Nachbardorf Ostojićevo und die Weiler Marići (der größere Teil des Weilers), Klis und Gajići, die zum Dorf Batković gehören, aus der Pfarrei ausgegliedert und die Pfarrei Batković II, wurde gegründet. Die Kirche Hl. Sava ist dennoch die Pfarreikirche dieser zweiten Batkovićer Pfarrei geblieben. 